# Americas Cricket Association
LAmericas Cricket Association è un organo internazionale che governa il cricket in America sia settentrionale che meridionale. Scopo dell'organizzazione è promuovere e disciplinare il gioco del cricket, della confederazione fanno parte 18 team. Organizza inoltre il Campionato Americano di cricket.

## Nazioni membri
Test Status
- Indie Occidentali (West Indies Cricket Board)

Associate Members
- Argentina (Asociacion de Cricket Argentino)
- Bermuda (Bermuda Cricket Board)
- Canada (Cricket Canada)
- Isole Cayman
- Stati Uniti (United States of America Cricket Association)

Affiliate Members
- Bahamas
- Belgio
- Brasile
- Cile
- Costa Rica
- Cuba
- Messico
- Panama
- Turks e Caicos
- Suriname
- Perù
- Isole Falkland